# 莫言
莫言（ばく げん、モー・イエン、1955年2月17日 - ）は、中華人民共和国の作家。中国共産党員。本名は管謨業（かん ぼぎょう、グワン・モーイエ）。

## 人物
1955年2月17日、山東省高密市で農民の子として生まれる。本名は管謨業。
筆名の「莫言」は「言う莫（なか）れ」を意味する。莫言は幼少期から非常に話好きで、母はこの事を非常に心配し何度も言葉を慎むようにと注意していた。しかし、人前に出ると一向に話が止められない莫言は、母の忠告に背いてしまう事の後悔から筆名に言う莫れの意味を込めて「莫言」と名付けた。

### 幼少期の生活と創作動機
莫言の幼少期は1500万～4000万の犠死者が出たとされる毛沢東の大躍進政策（1958～61年）と重なっており、彼自身も飢餓に苦められていた。当時の体験について次のようなエピソードを語っている。
・樹上の葉を食べ、それが無くなると樹皮、樹皮を食べつくすと樹の幹をかじって空腹をしのいだ。
・小学校に馬車一台分の石炭が運ばれてきた際、皆で群がり石炭を食べた。その石炭は咬めば咬むほど美味しく、それを見た村の大人たちも小学校に押しかけ食べ始め、奪い合いが起きた。
・一切れの豆糟玉欲しさに子供たちで村の食料保管係を囲み犬の鳴き声を真似、保管係が豆糟玉を遠くに放り投げた瞬間、皆で一斉に駆け出し奪い合うなど、人格の尊厳を失ってまで食料を求めていた。
1967年、文化大革命により小学校を5年で中退。中退後は毎日放牧をして過ごしていたため、話し相手は牛と雲、野鳥のみであった。莫言は自身の話好きを、この放牧時代についたものだと語っている。
莫言の作家になろうという決意はこの幼少期の飢餓と孤独からきている。
2000年3月のスタンフォード大学における講演では、創作の動機について述べた。莫言の隣人の1人に、反革命派とみなされ大学を退学、農村に送り出された学生がいた。莫言の過酷な農村暮らしと辛い労働の中で、最大の楽しみはその学生と食べ物の話をすることであった。ある日、老人が彼らに餃子の話をし、それを聞いていた学生が莫言に「知り合いの作家が本を一冊書いて数千万の原稿料を貰い、毎日3回餃子を食べている」と話した。莫言はそれを聞いて「作家になりさえすれば1日に3度も餃子が食べられる、なんと幸せな人生であるか」と思い、大きくなったら必ず作家になろうと決意したという。
しかし、彼はその後人民解放軍に入隊し、執筆活動には至らなかった。入隊から5年が経ったある日、隊員としての生活に将来の望みがなく退屈で、かつ暇だという思いを抱き、小説を書き始めた。これが彼にとって第2の創作動機である。この時の彼の執筆の目的は、原稿料を稼ぎ腕時計を買いたい、名誉欲を満足させたいというものに変わっていた。

### 影響を与えた人物
2007年12月9日、山東理工大学で自身の文学を振り返り「最初は自覚せずに蒲松齢と同じ道を歩いていた。その後は自覚的に蒲松齢を自らの手本として創作するようになった」と述べている。莫言は創作を始めた当初、左翼文学思想の影響を受けており、小説とは宣伝の道具であるべき、党の政策に沿っているべき、多くの政治的任務を負わなくてはならぬ、そのためには嘘の作り話をしなくてはならないと考えていた。しかし解放軍芸術学院で学ぶうちに、小説は政治とそれほどまでに関係を持ってはならないことに気づく。蒲松齢はこの事を300年前に実践しており、常に人物を第一として生き生きとした小説人物イメージの作成を最高目標としていた。この蒲松齢が実践していた創作の道に無意識に従い始めたからこそ、自らの作品群がそれなりの成功を収めたのだと回顧している。
莫言は蒲松齢のディテール描写を特に賛美しており、あたまの暮らしの中の常識的、経験的なディテールが蒲松齢の幽霊や妖怪の小説に豊かな人間の暮らしの息吹を与え、迫真の物語に仕立て上げ大きな説得力を与えるのであり「これこそが蒲松齢がディテール描写の面において現代作家に残して下さった学ぶべき財産だ」と述べ、2006年1月に出版した、人が死後豚や犬などに変身する物語『転生夢現』が、まさに蒲松齢のディテール描写へのリスペクトを表した作品であると語っている。

## 経歴
彼は60年代の文化大革命で小学校中退を余儀なくされ、1976年人民解放軍に入隊、1982年には将校に抜擢され、1984年解放軍芸術学院文学部に合格。在籍しながら執筆活動をはじめ、1985年の『透明な人参』で作家デビューを果たす。故郷を舞台に抗日戦争を描いた『赤い高粱』（1988年）は張芸謀（チャン・イーモウ）監督によって1987年に映画化され（邦題『紅いコーリャン』）、1988年のベルリン国際映画祭で金熊賞を受賞した。また、『白い犬とブランコ』も2003年に霍建起（フォ・ジェンチイ）監督によって映画化され（邦題『故郷の香り』）、第16回東京国際映画祭東京グランプリ賞を受賞した。

## 作風
ガブリエル・ガルシア＝マルケスやウィリアム・フォークナーの影響を受け、マジックリアリズムの手法で中国農村を幻想的かつ力強く描く作風。作品中に矛盾を孕みながら物語が進展するこの手法は幻覚的リアリズムとも呼ばれ、ノーベル文学賞の受賞理由になっている。
幼少期の飢餓体験が作品に大きく関わっており、2006年9月15日に福岡市立飯倉中央小学校で行われた講演では「幻想的な作品を描く源について、学校をやめ牛飼いになった自分に話し相手はおらず、幻想を続けるしかなかった。後に当時の多くの幻想がすべての小説の中に書き込まれ、大勢の方がこれを想像力が豊かだとして褒めてくれるようになった」と述べている。『豊乳肥臀（ほうにゅうひでん）』は「露骨な性的描写が多い」として、中国では一時発売禁止となっていた。その他の作品に『酒国（しゅこく）』『白檀（びゃくだん）の刑』など。2006年には福岡アジア文化賞を受賞。2009年の『蛙鳴（あめい）』では一人っ子政策のタブーに挑み、2011年に同作品で中国文学の最高権威茅盾文学賞を受賞している。

## ノーベル文学賞
2012年10月11日、「幻覚的なリアリズムによって民話、歴史、現代を融合させた」としてノーベル文学賞を受賞。中国系の作家では2000年に高行健（1987年にフランスに亡命）が同賞を受賞しているが、中国籍の作家としては初。

## 発言
2012年10月12日の記者会見で、莫言はノーベル平和賞受賞者の反体制活動家である劉暁波に関して、「劉氏が健康な状態で可能な限り早期に釈放されることを願う」と述べて釈放を求めた。いっぽう、莫言は中華人民共和国の検閲（中国のネット検閲、グレート・ファイアウォール）を容認するなど「体制側の作家」との批判を受けており、2009年にノーベル文学賞を受賞したヘルタ・ミュラーがノーベル文学賞の受賞を批判した。

## 著作
年は日本語訳の刊行年を記す。

### 小説
- 『赤い高粱（コーリャン）』井口晃訳、徳間書店〈現代中国文学選集6〉、1989年4月。ISBN 4-19-303856-4。 - 監修：松井博光・野間宏。
  - 『赤い高粱』井口晃訳、張競解説、岩波書店〈岩波現代文庫：文芸〉、2003年12月16日。ISBN 4-00-602079-1。
- 『赤い高粱（続）』井口晃訳、徳間書店〈現代中国文学選集12〉、1990年10月。ISBN 4-19-304368-1。 - 監修：松井博光・野間宏。
  - 『続 赤い高粱』井口晃 訳、岩波書店〈岩波現代文庫：文芸 217〉、2013年3月15日。ISBN 978-4-00-602217-4。 - 莫言＆井口 1990の改題。
- 竹田晃 編「秋の水」『中国幻想小説傑作集』藤井省三訳、白水社〈白水Uブックス 91 Fantasies〉、1990年12月。ISBN 4-560-07091-1。
- 『中国の村から　莫言短篇集』藤井省三・長堀祐造訳、JICC出版局〈発見と冒険の中国文学 2〉、1991年4月。ISBN 4-7966-0101-5。 - 収録：「秋の水」、「古い銃」、「白い犬とブランコ」、「片手」、「金髪の赤ちゃん」、「わたしの「墓」」。
- 藤井省三 編「縄・前歯」『笑いの共和国　中国ユーモア文学傑作選』藤井省三訳、白水社〈白水Uブックス 96〉、1992年6月。ISBN 4-560-07096-2。
- 『花束を抱く女』藤井省三訳、JICC出版局、1992年10月。ISBN 4-7966-0471-5。 - 収録：「透明な人参」、「蠅・前歯」、「花束を抱く女」、「莫言インタビュー」。
- 今福竜太ほか 編「女郎遊び」『ノスタルジア』藤井省三訳、岩波書店〈世界文学のフロンティア 4〉、1996年11月18日。ISBN 4-00-026144-4。
- 『酒国　特捜検事丁鈎児の冒険』藤井省三訳、岩波書店、1996年10月25日。ISBN 4-00-023309-2。
- 藤井省三 編『現代中国短編集』平凡社〈平凡社ライブラリー〉、1998年3月。ISBN 4-582-76239-5。 - 収録：「良医」、「お下げ髪」。
- 『豊乳肥臀』 上、吉田富夫訳、平凡社、1999年9月。ISBN 4-582-82938-4。
- 『豊乳肥臀』 下、吉田富夫訳、平凡社、1999年9月。ISBN 4-582-82939-2。
- 『至福のとき　莫言中短編集』吉田富夫訳、平凡社、2002年9月。ISBN 4-582-83120-6。 - 収録：「至福のとき」、「長安街のロバに乗った美女」、「宝の地図」、「沈園」、「飛蝗」。
- 『白檀の刑』 上、吉田富夫訳、中央公論新社、2003年7月25日。ISBN 4-12-003409-7。
- 『白檀の刑』 下、吉田富夫訳、中央公論新社、2003年7月25日。ISBN 4-12-003410-0。
  - 『白檀の刑』 上、吉田富夫訳、中央公論新社〈中公文庫 モ9-1〉、2010年9月25日。ISBN 978-4-12-205366-3。
  - 『白檀の刑』 下、吉田富夫訳、中央公論新社〈中公文庫 モ9-2〉、2010年9月25日。ISBN 978-4-12-205367-0。
- 『白い犬とブランコ　莫言自選短編集』吉田富夫訳、日本放送出版協会、2003年10月25日。ISBN 4-14-005436-0。 - 収録：「竜巻」、「涸れた河」、「洪水」、「猟銃」、「白い犬とブランコ」、「蠅と歯」、「戦争の記憶断片」、「奇遇」、「愛情」、「夜の漁」、「奇人と女郎」、「秘剣」、「豚肉売りの娘」、「初恋」。
- 『四十一炮』 上、吉田富夫訳、中央公論新社、2006年3月10日。ISBN 4-12-003711-8。
- 『四十一炮』 下、吉田富夫訳、中央公論新社、2006年3月10日。ISBN 4-12-003712-6。
- 『転生夢現』 上、吉田富夫訳、中央公論新社、2008年2月10日。ISBN 978-4-12-003912-6。
- 『転生夢現』 下、吉田富夫訳、中央公論新社、2008年2月10日。ISBN 978-4-12-003913-3。
- 東アジア文学フォーラム日本委員会 編『犬について、三篇』立松昇一訳、トランスビュー〈中国現代文学選集 2〉、2010年11月。ISBN 978-4-7987-0113-4。
- 『牛　築路』菱沼彬晁訳、飯塚容解説、岩波書店〈岩波現代文庫 B183〉、2011年2月16日。ISBN 978-4-00-602183-2。
- 『蛙鳴（あめい）』吉田富夫訳、中央公論新社、2011年5月25日。ISBN 978-4-12-004240-9。
- 『透明な人参　莫言珠玉集』藤井省三 訳、朝日出版社、2013年2月15日。ISBN 978-4-255-00699-4。 - 収録：「物語る人」・「透明な人参」・「花束を抱く女」・「良医」・「お下げ髪」・「鉄の子」・「金髪の赤ちゃん」・「2012年ノーベル文学賞受賞講演」。
- 『変』長堀祐造 訳、明石書店、2013年3月5日。ISBN 978-4-7503-3768-5。 - 注記 原タイトル：CHANGE.、自伝的小説。
- 『天堂狂想歌』吉田富夫 訳、中央公論新社、2013年4月25日。ISBN 978-4-12-004494-6。
- 『疫病神　莫言傑作中短編集』立松昇一訳、勉誠出版、2014年7月24日。ISBN 978-4585290728。-収録：「嫁が飛んだ！」・「石臼」・「普通話」・「指拁」・「宝塔」・「月光斬」・「バッタ奇談」・「命」・「花藍閣炎上」・「疫病神」・「母の涙」。
- 『遅咲きの男』吉田富夫 訳、中央公論新社、2021年6月22日。ISBN 978-4-12-005444-0。 - 収録：「左鎌」・「遅咲きの男」・「偏屈者」・「スリの指に咲く花」・「モーゼを待ちつつ」・「詩人キンシプー」・「従弟寧賽葉」・「地主の目つき」・「大浴場・赤ベッド」・「天下太平」・「明眸皓歯」・「松明と口笛」。

### 評論
- 吉田富夫先生退休記念中国学論集編集委員会 編「吉田先生について」『吉田富夫先生退休記念中国学論集』汲古書院、2008年3月。ISBN 978-4-7629-2832-1。
- 「オルハン・パムクの世界　大きな「雪」のこと」『トルコとは何か』藤原書店〈別冊『環』 14〉、2008年5月。ISBN 978-4-89434-626-0。

### 台本
- 「ボイラーマンの妻」『動乱と演劇　ドラマ・リーディング上演台本』菱沼彬晁訳、国際演劇協会日本センター〈ITI紛争地域から生まれた演劇 その3〉、2012年3月。 - 平成23年度文化庁次代の文化を創造する新進芸術家育成事業。

## 映像化作品
映画
- 『紅いコーリャン』（原作『赤い高粱』第1章「赤い高粱」、第2章「高粱の酒」　製作年:1987年　張芸謀（チャン・イーモウ）監督　第38回ベルリン国際映画祭金熊賞受賞）
- 『至福のとき』（原作『至福のとき』　製作年:2000年　張芸謀（チャン・イーモウ）監督）
- 『故郷の香り』（原作『白い犬とブランコ』　製作年:2003年　霍建起（フォ・ジェンチイ）監督　第16回東京国際映画祭東京グランプリ受賞）

テレビドラマ
- 『紅いコーリャン 〜紅高梁（中国語版）』（原作『赤い高粱』　製作年:2014年　ジョウ・シュン主演）